# 변영훈
변영훈(한국 한자: 邊永勳, 1962년 6월 5일 ~ 1993년 8월 28일)는 대한민국의 배우이다.
대학(상지대 생물학과) 재학 중 친하게 지내던 故  이주일(본명 정주일)의 아들 정창원의 추천을 통해  1989년 한국방송공사 13기 공채 탤런트로 선발되어 데뷔했다. 1993년 6월 14일 황신혜와 짝을 이뤄 영화 《남자 위의 여자》의 첫 번째 장면인 선상 결혼식 장면을 촬영 중 탑승했던 헬리콥터가 한강으로 추락하는 사고로 인해 뒤늦게 구조됐으나 뇌사상태에 빠져 1993년 8월 28일 사망했다(향년 31세).
한편, 월간지 여기자 출신 이윤진씨와 1991년 12월 8일 결혼하여 슬하에 아들(변재현)을 뒀지만 현격한 성격차이로 부부 사이에 균열이 생겨 이혼 소송을 청구했다가 본인(변영훈)이 뇌사상태로 빠진 상태에서 이혼이 결정되어 전 아내 이윤진씨가  항소했으나 본인(변영훈)의 사망 때문에 이혼 소송은 더 이상 진행될 수 없었으며 급기야 SBS 일요아침드라마 《우리식구 열다섯》 야외촬영 후 후배 1명과 서초구 반포동 삼풍아파트 근처 포장마차에서 소주 1병을 나눠 마신 뒤 차를 타고 귀가하다가 1993년 4월 11일 행인을 친 혐의로 같은 날 서울 서초경찰서에 불구속 입건됐다.

## 학력
- 인천송현국민학교 (전학) → 인천숭의국민학교 (졸업)(1975년)
- 상인천중학교 (졸업)(1978년)
- 인천고등학교 (졸업)(1981년)
- 상지대학교 생물학과 (졸업)(1982학번)

## 작품 출연
- 1989년 KBS1 《울밑에 선 봉선화》
- 1991년 KBS2 《TV 손자병법》
- 1991년 KBS2 《3일의 약속》
- 1991년 KBS1 《검은양복》
- 1992년 MBC 《분노의 왕국》
- 1993년 KBS2 《희망》
- 1993년 KBS2 《청춘극장》
- 1993년 SBS 《세상은 내게》
- 1993년 SBS 《우리식구 열다섯》

## CF
- 1992년 삼양식품 파트너
- 1992년 LG생활건강 자연퐁(MBC 드라마 분노의 왕국 팀으로 출연)

## 수상
- 1991년 KBS 연기대상 신인연기상(3일의 약속,검은양복)
- 1992년 한국방송연기대상 신인상

## 같이 보기
- 한강 영화 촬영 헬리콥터 추락 사고